# San Vito (Polignano a Mare)
San Vito è una frazione del comune di Polignano a Mare, in provincia di Bari, sita a ridosso della Strada statale 16 Adriatica, a circa 3 km dal centro abitato.

## Geografia fisica

### Territorio
Abitata solamente da 88 abitanti, nel territorio è presente un'abbazia, di fondazione benedettina, costruita nel X secolo, e una torre di avvistamento di età barocca, in ottime condizioni. San Vito è una meta turistica per italiani e stranieri grazie ad alcune spiagge come Porto Cavallo, raggiungibile a piedi tramite una stradina, Porto Contessa, una piccola caletta sabbiosa, e la spiaggia di San Vito, proprio sotto l'abbazia. A pochi metri è presente anche la frazione San Giovanni, dove è presente una cala sabbiosa. Attorno all'abbazia ci sono anche vari appezzamenti di terreno dove si coltiva la Carota di Polignano, che ha ottenuto il riconoscimento dei presidi Slow Food.

## Abbazia di San Vito Martire

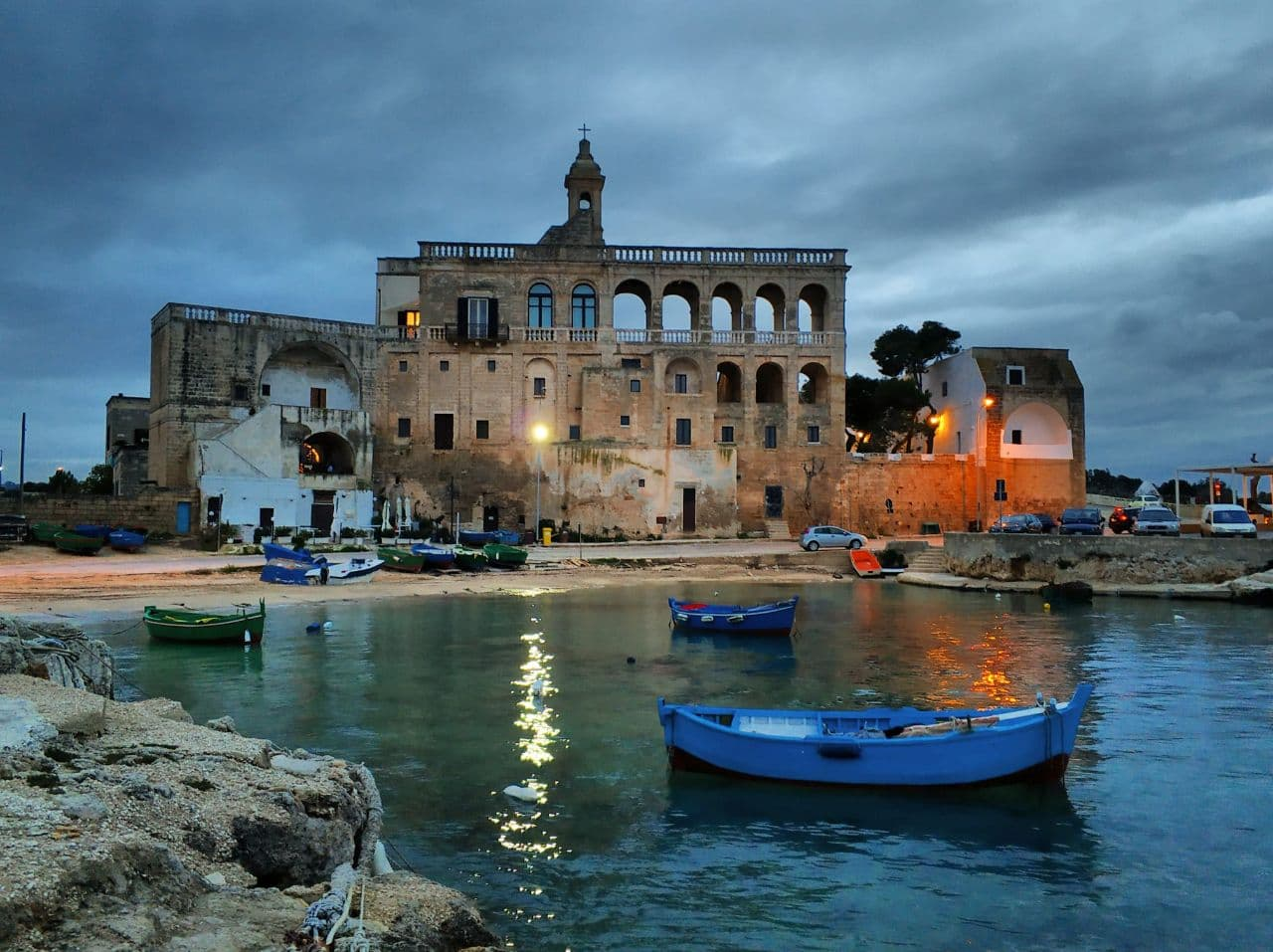
Vista dell'Abbazia di San Vito.

L'Abbazia di San Vito Martire è la principale attrazione artistica della località. La chiesa, di fondazione benedettina, è stata progettata nel X secolo. Dal XVI secolo l'abbazia fu la dimora dei frati minori conventuali dei SS. Apostoli e nel 1785 diventò del Regio Demanio. Nel 1866 lo Stato ha venduto l'abbazia ai marchesi La Greca, tutt'oggi ancora interamente proprietari, mentre la chiesa è di proprietà del Fondo di Edifici di Culto del Ministero degli Interni è data in concessione alla Chiesa Matrice Santa Maria Assunta dove la domenica effettua la messa.
Ha pianta quadrangolare irregolare, con un enorme portico sulla facciata principale, scandita a logge con arcate a tutto sesto. Il transetto è sormontato da una piccola cupola circolare. Il campanile è una torre finemente lavorata in barocco leccese. Il portico della facciata all'interno si affaccia su un piccolo chiostro con un pozzo.

## Eventi
Nei giorni 14, 15 e 16 giugno si celebra la festa di san Vito Martire. Nel pomeriggio del 14 giugno dal porticciolo  parte uno zatterone con l'immagine del Santo, che viene portata in processione via mare fino a Polignano a Mare nella spiaggetta di Cala Paura. Durante l'estate sono presenti anche altri eventi come concerti e attività ricreative.

## Curiosità
Nella frazione di San Vito sono stati girati  parecchi film tra cui la scena iniziale di Cado dalle nubi, La mia bella famiglia italiana e alcune scene di Professione vacanze, nonché diverse scene degli episodi "Gioco pericoloso" e "Ultimo atto" della fiction TV Le indagini di Lolita Lobosco.